# Don’t Stop (EP)
Don’t Stop ist die erste EP des britischen Rocksängers Billy Idol, die 1981 von Chrysalis Records veröffentlicht wurde.
Die EP enthält eine Cover-Version des britischen Nr.-1-Hits Mony Mony von Tommy James and The Shondells, eine Live-Version davon sollte 1987 ein Hit für Idol werden. Sie enthält auch den Song Dancing with Myself, der 1980 eine kommerziell erfolglose Single-Veröffentlichung für Idols frühere Band Generation X war. Untouchables ist ein weiterer Gen-X-Song aus dem 1980er Album Kiss Me Deadly, der für Don’t Stop neu aufgenommen wurde.

## Hintergrund
Die Idee zum Titel Don’t Stop kam Idol in New York:

„Am nächsten Tag fuhr ich mit dem Bus zum Büro von Chrysalis Records in der 57th Street. Die anderen Fahrgäste schauten ganz schön dämlich. Auch die blasierten New Yorker waren es wohl nicht gewohnt, jemanden in englischem Punk-Outfit zu sehen: hautenge Lederhose, zerrissenes T-Shirt, durch das man meine Brust sehen konnte, ein New-Romantic-Umhang über einer Lederjacke, dazu Bondage-Stiefel und hochstehendes, weiß gebleichtes Haar. Als ich die 57th Street entlangging, riefen mir die Schwarzen an der Ecke »Hey, Silberlocke«, »Wo ist die Party?« oder »Punk rock don’t stop« zu. Letzteres war einer der Slogans in Blondies »Rapture« und gab mir die Idee zum Titel einer EP, die ich Anfang des folgenden Jahres aufnehmen sollte“

## Titelliste
| Seite 1 | 1 | Mony Mony                          | 5:00 |
| Seite 1 | 2 | Baby Talk                          | 3:10 |
| Seite 2 | 1 | Untouchables                       | 3:36 |
| Seite 2 | 2 | Dancing with Myself (Long Version) | 4:50 |

Die CD-Neuauflage von Don’t Stop aus dem Jahr 1983 enthält auch ein 12:50 langes Interview mit Billy Idol von MTV-VJ Martha Quinn. Dieses Interview war auch auf der Kassettenveröffentlichung enthalten.
In den Billboard-Charts kam die EP bis auf Platz 71.